# Petaloudes
Petaloudes (Grieks: Πεταλούδες) is een deelgemeente (dimotiki enotita) van de fusiegemeente (dimos) Rhodos, in de Griekse bestuurlijke regio (periferia) Zuid-Egeïsche Eilanden.
Petaloudes bestaat uit de dorpen Kremasti, Paradisi, Theologos, Damatria, Maritsa en Pastida.
Het staat vooral bekend om haar vlindervallei. Hier houden soms duizenden Spaanse vlaggen (een vlindersoort) tegelijk een zomerrust om de ergste warmte te ontvluchten.